# Don’t Let It Bring You Down
Don’t Let It Bring You Down (с англ. — «Не падай духом») — седьмая композиция канадского автора-исполнителя Нила Янга с его третьего студийного альбома After the Gold Rush.

## О песне
Песня была написана Нилом Янгом и вышла в 1970 году в составе альбома «After the Gold Rush». В 1971 году она также вошла в состав альбома фолк-рокового коллектива Crosby, Stills, Nash & Young «4 Way Street». Янг включил эту же композицию в свой альбом «Live at Massey Hall 1971», вышедший в 2007 году. В 2006 году Джон Рид подготовил аранжировку песни для Хэмптонского струнного квартета.

По поводу «4 Way Street» Нил Янг сказал, что 
«Вот новая песня, которая однозначно свалит вас с ног, ибо она называется „Не падай духом“. Определённо начинается очень медленно и затем захватывает дух». Оригинальный текст (англ.)Here is a new song, it's guaranteed to bring you right down, it's called 'Don't Let It Bring You Down'.  It sorta starts off real slow and then fizzles out altogether.
 Аудитория встретила речь бурным смехом.

## Кавер-версии
В 1974 году Стинг в составе группы Last Exit, предшествующей The Police, записал песню для альбома Impulse Studio Demos.
В 1989 году Виктория Уилльямс сделана кавер песни для альбома-антологии «The Bridge: A Tribute to Neil Young».
Альтернативная рок-группа Q And Not U записала кавер-версию для своего компилятивного альбома «Don’t Know When I’ll Be Back Again».
В 1990-е альтернативная рок-группа Weeping Tile сделала кавер для своего первого альбома «eePee».
В 1995 году Энни Леннокс записала кавер-версию для своего альбома Medusa. Эта же композиция в 1999 году вошла в саундтрек фильма «Красота по-американски», хотя и не включена в CD-сборник песен из фильма.
В 2006 году Seal исполнил песню на новый лад и сделал её частью своего альбома One Night to Remember.
В 2006 году Алекса Рэй Джоэл записал кавер для своего альбома «Sketches»
В 2008 году австралийский электромузыкант Apell сделал кавер-версию в стиле drum'n'bass для своего альбома «Reconstituted».
В 2009 году группа Wolfmother записала акустическую версию песни, которая вошла в японский выпуск альбома Cosmic Egg.
В 2009 году датская рок-группа Kellermensch записала песню в тяжёлого рока/метала для своего альбома Kellermensch
Крис Корнелл выступил с песней в акустическом стиле в легендарном баре The Troubadour.
Энди Пратт включил кавер-версию в свой альбом «All That Glitters»
Знаменитая рок-группа Guns N' Roses в 2012 году выступали с песней, в том числе вместе с Нилом Янгом, в ходе своего крупного турне «Appetite for Democracy».
Manfred Mann’s Earth Band выступали с песней с использованием ускоренной аранжировки. Композиция вошла в состав двух альбом-сборниковː Odds & Sods — Mis-takes & Out-takes и Angel Station In Moscow.
30 августа 2011 года инди-группа Hold Steady выступила с кавером песни в варьете в Атланте.